# Carlien Dirkse van den Heuvel
Carlien Dirkse van den Heuvel (Bolduque, 16 de abril de 1987) es una exjugadora neerlandesa de hockey sobre césped.

## Trayectoria
Dirkse van den Huevel tuvo su debut olímpico en Londres 2012. En el torneo derrotó, en la final, a Argentina y consiguió la medalla de oro. En los juegos olímpicos de Río 2016 perdió ante Reino Unido en la final y obtuvo la medalla de plata.